# Maria Sergueïenko
Maria Iefimovna Sergueïenko (le 9 décembre 1891 - le 28 octobre 1987, en russe : Мария Ефимовна Сергеенко) est une philologue et historienne russe et soviétique de l'Antiquité.

## Biographie
Maria Sergueïenko est née dans la famille d'un fonctionnaire à Novozybkov du gouvernement de Tchernigov (Empire russe). À la sortie du gymnasium féminin elle entame en 1910 des études à la faculté d'histoire et de lettres des Cours Supérieurs féminins, où elle étudie l'histoire de l'Antiquité. Elle participe aux séminaires de Michel Rostovtzeff et de Tadeusz Zieliński qu'elle considère comme ses maîtres. 
Maria Sergueïenko enseigne ensuite dans des gymnasiums de jeunes filles, à l'université d'État de Saratov, l'Université d'État de Saint-Pétersbourg et au Premier Institut de Médecine. Elle travaille aussi à la Bibliothèque nationale d'URSS, à l'Institut d'histoire de l'Académie des sciences d'URSS, etc.
Morte en 1987 à Léningrad, elle est inhumée au cimetière du couvent de Piukhtitsa dans le village de Kuremäe de la Commune de Illuka au nord de l'Estonie, devenue ensuite indépendante.

## Œuvres
Maria Sergueïnko a rédigé plus d'une centaine de travaux scientifiques, parmi lesquels on peut citer :
- La Vie de la Rome antique (1964)
- Pompéi
- Les Gens simples de l'Italie antique (1964)

## Traductions (en russe)
- Arrien «Anabase» (1962)
- Augustin d'Hippone «Les Confessions»
- Eusèbe de Césarée «L'Histoire ecclésiastique»
- Clément d'Alexandrie « Le Pédagogue» (extraits)
- Tertullien «De la pénitence»
- Pline le Jeune «La Correspondance» (avec A. Dovatour)
- Tite-Live «Histoire de Rome depuis sa fondation» (partiellement)